# خوذة عمامة
خوذة العمامة أو تولغا  باللغة التركية، هي مجموعة تاريخية من الخوذات القتالية ذات الشكل المنتفخ والأخاديد التي تحاكي طيات العمامة. نشأت خوذات العمامة في تركيا العثمانية، واستخدمها في المقام الأول المحاربون وبعض المساعدين غير الأتراك.

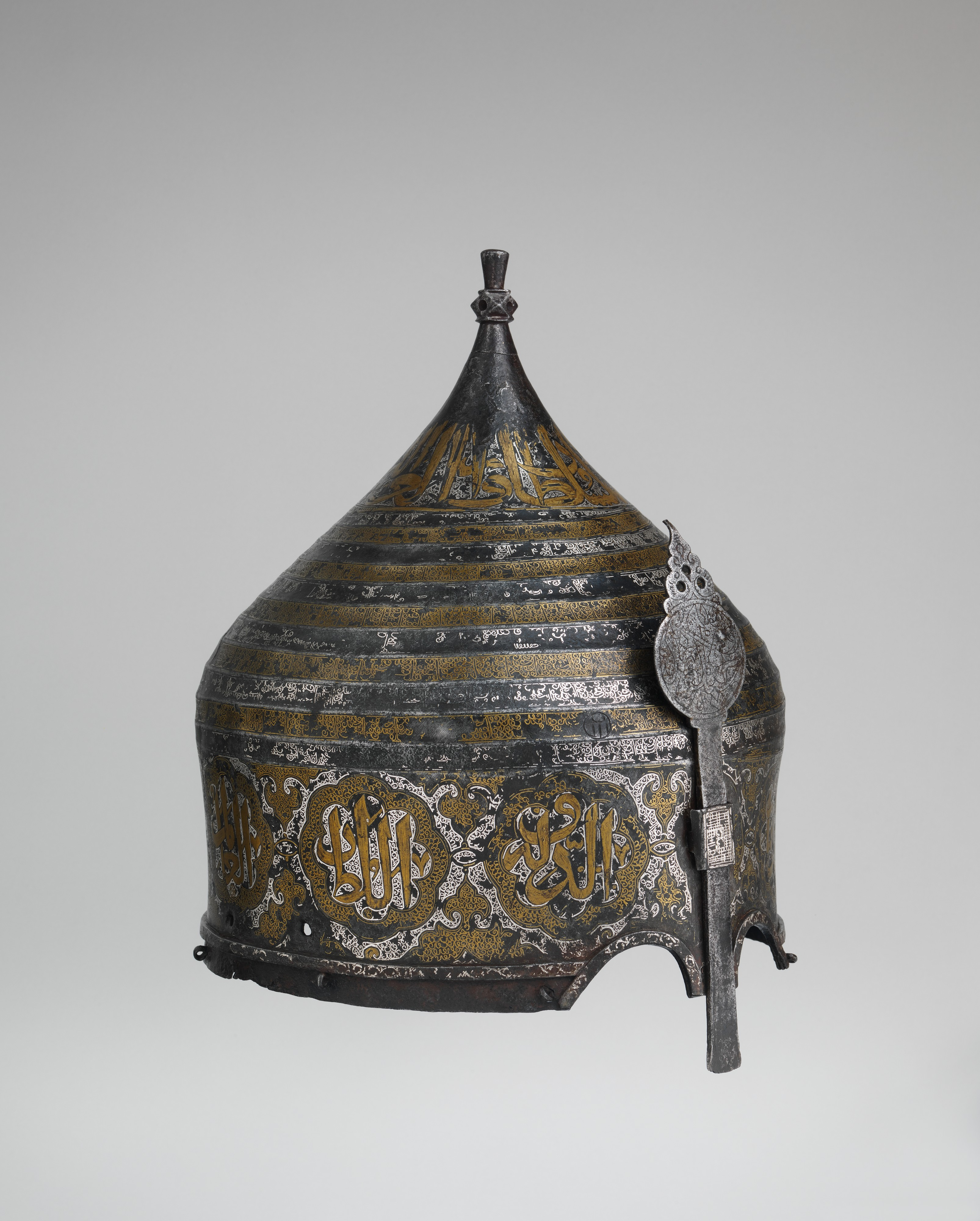
خوذة عمامة من أواخر القرن الخامس عشر على طراز الدروع التركية.

## التاريخ

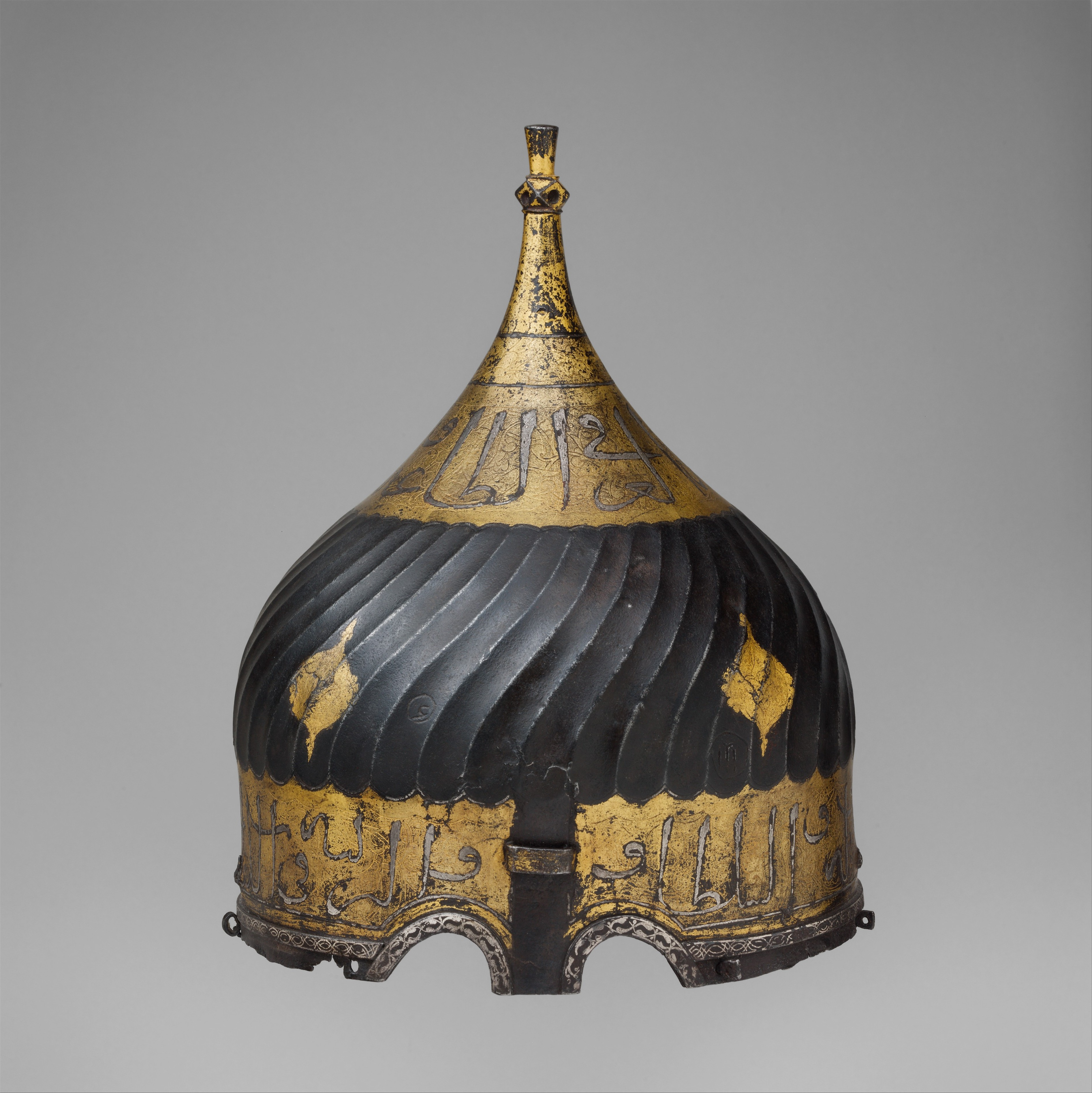
خوذة عمامة من أواخر القرن الخامس عشر على طراز الدروع التركية.

تم العثور على نموذج أولي لخوذة العمامة في إيران الساسانية قبل الإسلام (224-651)، لكن المخطط الشامل، الذي يذكرنا بقباب المساجد، ساهم في التعرف على هذا النوع من الخوذات اليوم على أنها إسلامية بالتأكيد.. 
كانت الخوذات العثمانية المبكرة عادةً مخروطية الشكل، مع واقيات للرقبة على شكل صفيحة (عادةً إما بريد متسلسل أو مبطن). بين منتصف القرن الرابع عشر وحتى بداية القرن السادس عشر أصبحت الخوذات أكبر حجمًا تدريجيًا. أصبحت هذه الخوذات الكبيرة أكثر تفصيلاً في التصميم وكانت مخددة في بعض الأحيان. كان يرتديها المحارب العثماني فوق عمامة من القماش. تم تحقيق الشكل المميز لخوذات العمامة من خلال تشكيل لوحة واحدة من الفولاذ أو الحديد. تتناقص الخوذة إلى نقطة في الأعلى حيث تم ربط نهائي مزور بشكل منفصل. تحتوي خوذات العمامة على منحنيين على الحافة يعملان بمثابة فتحات للعيون.  يتم ربط الدفاع الجوي أو البريدي بالحافة، بواسطة طوافات بواسطة سلك. يمتد أفينتيل إلى الأسفل لحماية الوجه والرقبة. في بعض الأحيان، يتم تثبيت درع حربي باستخدام ختم رصاصي مختوم بعلامة نموذجية للترسانة العثمانية. وأنف الخوذة قابل للتعديل لحماية الأنف بقوس على الجانب الأمامي من الخوذة، بين فتحات العين. كان الهدف من الارتفاع في الأعلى هو صد الطيور التي تحاول مهاجمة المحاربين. 

## الزخرفة
في تركيا العثمانية كانت بعض مجموعات الدراويش الصوفية ترتدي عمائم مطوية عدة مرات لتعكس بعض الأرقام الصوفية المهمة. قد يكون التصميم المخدد لخوذة العمامة تكرارًا لهذه الممارسة؛ وهذا يدل على أن خوذة العمامة تُلبس أيضًا كنوع من الشارات الدينية. وتأكدت الطبيعة الدينية لخوذة العمامة من خلال وجود نقوش عربية مأخوذة من القرآن الكريم. من المفترض أن هذه النقوش القرآنية توفر قوة حماية الله لمرتديها. تمجد معظم النقوش الموجودة على خوذات العمامة اسم الحاكم الذي كان المحارب مخلصًا له. تمت كتابة نقوش أخرى كنصائح حول كيفية اكتساب الفضيلة.
وتشير الرمزية الدينية الثقيلة في خوذة العمامة إلى أن المحاربين الذين يرتدون الخوذة كانوا متورطين في نوع من الحرب المقدسة. تم تصميم خوذات العمامة وارتداؤها مع قميص أو سترة مدرعة ودرع في سلاح الفرسان الثقيل. تُظهر العديد من الدروع المعروضة في المتحف أن كلا القطعتين الأثريتين لهما زخرفة متطابقة. بعد تطور الأسلحة النارية، فقدت خوذات العمامة قيمتها العسكرية، وأصبحت أشياء احتفالية يتم المتاجرة بها وعرضها لإظهار الثروة. تحتوي بعض خوذات العمامة على نقوش مطعمة بالمعادن الثمينة مثل الذهب والفضة، مع زخارف من الأرابيسك حول حوافها.